# Kohei Hasegawa
Kohei Hasegawa (japonés: 長谷川 恒平; Yaizu, Prefectura de Shizuoka, 22 de noviembre de 1984) es un luchador japonés de lucha grecorromana. Participó en los Juegos Olímpicos de Londres 2012 en la categoría de 55 kg, consiguiendo un décimo puesto. Compitió en tres campeonatos mundiales. Se clasificó en la octava posición en 2011. Ganó la medalla de oro en los Juegos Asiáticos de 2010 y 2014. Consiguió dos medallas en Campeonato Asiático, de oro en 2009. Tercero en el Campeonato Mundial Universitario de 2006.